# Epex
Epex (en coreano: 이펙스, romanizado: ipegseu; estilizado como EPEX, abreviatura de Eight Apex) es un grupo de chicos surcoreanos de ocho miembros formado por C9 Entertainment en 2021, que consta de Wish, Keum, Mu, A-Min, Baekseung, Ayden, Yewang y Jeff. El grupo debutó el 8 de junio de 2021 con su primer EP titulado Bipolar Pt.1: Prelude of Anxiety.

## Historia

### Predebut
Keum es un ex concursante de Produce X 101 de Mnet. Como aprendiz de 2 años que representa a C9 Entertainment, fue eliminado en el episodio final y ocupó el puesto 17.

### 2021: Debut conBipolar Pt.1: Prelude of AnxietyyBipolar Pt.2: Prelude of Love
C9 Entertainment abrió varias cuentas de redes sociales el 1 de marzo de 2021, indicando que se convertirían en las cuentas de artistas para el nuevo grupo ídolo antes de su debut.
El 1 de abril de 2021, se anunció que el nombre oficial del grupo era EPEX, que significa «Eight Apex». Se dice que el significado del grupo es cuando la reunión de ocho jóvenes alcanza ocho vértices diferentes.
El 7 de mayo de 2021, se lanzó un teaser titulado «Prelude of Anxiety» en las cuentas de redes sociales del grupo. Su EP debut, Bipolar Pt.1: Prelude of Anxiety y su sencillo principal «Lock Down», fue lanzado el 8 de junio.
El 24 de septiembre de 2021, se lanzó un teaser titulado «Prelude of Love» en las cuentas de redes sociales del grupo. Su segundo EP, Bipolar Pt.2: Prelude of Love y su sencillo principal «Do 4 Me» fue lanzado el 26 de octubre.

### 2022:Prelude of Anxiety Chapter 1. '21st Century Boys'
El 15 de marzo de 2022, se lanzó un adelanto titulado «21st Century Boys» en las cuentas de redes sociales del grupo. Su tercer EP, Prelude of Anxiety Chapter 1. '21st Century Boys' y su sencillo principal «Anthem of Teen Spirit» se lanzaron el 11 de abril.

## Miembros
Adaptado de su perfil de Naver y del perfil del sitio web.
- Wish (위시) - líder, subvocalista, bailarín principal
- Keum / Keum Donghyun (금동현) - centro, sub-rapero,

- MU (뮤) - vocalista principal
- A-Min (아민) - subvocalista, bailarín principal
- Baekseung (백승) - sub-rapero
- Ayden (에이든) - rapero principal
- Yewang (예왕) - vocalista principal
- Jeff (제프) - maknae, rapero principal

## Discografía

### Extended plays
| Título                                            | Detalles del álbum | Posicionamiento en listas | Posicionamiento en listas | Ventas                     |
| Título                                            | Detalles del álbum | COR                       | JPN                       | Ventas                     |
| ------------------------------------------------- | --- | ------------------------- | ------------------------- | -------------------------- |
| Bipolar Pt.1: Prelude of Anxiety                  | - Lanzamiento: 8 de junio de 2021 - Discográfica: C9 Entertainment - Formatos: CD, descarga digital, streaming Lista de canciones 1. «Go Big» 2. «Lock Down» 3. «Cyanide» 4. «No Question» 5. «Sling Shot»                                                     | 10                        | 26                        | - COR: 49,540 - JPN: 1,540 |
| Bipolar Pt.2: Prelude of Love                     | - Lanzamiento: 26 de octubre de 2021 - Discográfica: C9 Entertainment - Formatos: CD, descarga digital, streaming Lista de canciones 1. «Love Virus» 2. «Do 4 Me» 3. «Breathtaking» 4. «Traveller» (지구핼 여행자)                                             | 6                         | —                         | - COR: 95,761              |
| Prelude of Anxiety Chapter 1. '21st Century Boys' | - Lanzamiento: 11 de abril de 2022 - Discográfica: C9 Entertainment - Formatos: CD, descarga digital, transmisión de audio Ver listaLista de canciones 1. «Lone Wolf» 2. «Anthem of Teen Spirit» (학원歌) 3. «Burnout» (번아웃) 4. «Strike» 5. «I'll Go First» | 5                         | —                         | - KOR: 71,495              |
| Prelude of Love Chapter 1. 'Puppy Love'           | - Lanzamiento: 26 de octubre de 2022 - Discográfica: C9 Entertainment - Formatos: CD, descarga digital, streaming | 4                         | —                         | - KOR: 99,998              |

### Sencillos
| Título                                                                        | Año  | Mejor posición | Álbum                                             |
| Título                                                                        | Año  | COR            | Álbum                                             |
| ----------------------------------------------------------------------------- | ---- | -------------- | ------------------------------------------------- |
| «Lock Down»                                                                   | 2021 | —              | Bipolar Pt.1: Prelude of Anxiety                  |
| «Do 4 Me»                                                                     | 2021 | —              | Bipolar Pt.2: Prelude of Love                     |
| «Anthem of Teen Spirit» (학원歌)                                              | 2022 | —              | Prelude of Anxiety Chapter 1. '21st Century Boys' |
| «Hymn To Love» (사랑歌)                                                       | 2022 | 127            | Prelude of Love Chapter 1. 'Puppy Love'           |
| «—» denota lanzamientos que no se registraron o no se lanzaron en esa región. |      |                |                                                   |

## Filmografía

### Televisión
| Año  | Título          | Canal | Rol       | Notas                  | Ref.   |
| ---- | --------------- | ----- | --------- | ---------------------- | ------ |
| 2021 | Welcome 2 HOUSE | Mnet  | Principal | Reality show (con TO1) | [ 15 ] |

## Premios y nominaciones
| Premio                             | Año  | Categoría                         | Nominado(s)                      | Resultado | Ref.   |
| ---------------------------------- | ---- | --------------------------------- | -------------------------------- | --------- | ------ |
| Asia Artist Awards                 | 2021 | Male Idol Group Popularity Award  | Epex                             | Nominados | [ 16 ] |
| Gaon Chart Music Awards            | 2022 | New Artist of the Year – Physical | Bipolar Pt.2: Prelude of Love    | Nominado  | [ 17 ] |
| Golden Disc Awards                 | 2022 | Rookie Artist of the Year         | Epex                             | Nominados | [ 18 ] |
| Hanteo Music Awards                | 2021 | Rookie Award – Male Group         | Epex                             | Ganadores | [ 19 ] |
| Korea Culture Entertainment Awards | 2021 | Best New Male Artist              | Epex                             | Ganadores | [ 20 ] |
| Mnet Asian Music Awards            | 2021 | Best New Male Artist              | Epex                             | Nominados | [ 21 ] |
| Mnet Asian Music Awards            | 2021 | Artist of the Year                | Epex                             | Nominados | [ 21 ] |
| Mnet Asian Music Awards            | 2021 | Album of the Year                 | Bipolar Pt.1: Prelude of Anxiety | Nominado  | [ 21 ] |
| Seoul Music Awards                 | 2022 | Rookie of the Year                | Epex                             | Ganadores | [ 22 ] |
| Seoul Music Awards                 | 2022 | Popularity Award                  | Epex                             | Nominados | [ 23 ] |
| Seoul Music Awards                 | 2022 | K-wave Popularity Award           | Epex                             | Nominados | [ 23 ] |